# Lubna Azabal
Pour les articles homonymes, voir Azabal.
Lubna Azabal est une actrice belge, née le 15 août 1973 à Bruxelles.

## Biographie
Lubna Azabal est née à Bruxelles d'un père marocain et d'une mère espagnole. Sa double culture lui ouvre les portes tant du cinéma français que des cinémas marocains. 
Après un passage au Conservatoire royal de Bruxelles, elle entame sa carrière au théâtre en Belgique. En 1997, Vincent Lannoo l'engage pour tenir aux côtés d'Olivier Gourmet son premier rôle au cinéma dans son court métrage J'adore le cinéma. 
En 2011, lors de la 13e cérémonie des Jutras, elle remporte le Jutra de la meilleure actrice pour son rôle de Nawal Marwan dans Incendies de Denis Villeneuve. Pour ce même rôle, elle reçoit en février 2012 le Magritte de la meilleure actrice lors de la deuxième cérémonie des Magritte du cinéma.
Elle a également été la marraine du Ramdam Festival, se tenant à Tournai, durant ses cinq premières éditions (2011 à 2016).
En 2017, elle tourne dans Tueurs de François Troukens et Jean-François Hensgens où elle occupe le premier rôle avec Olivier Gourmet. Pour ce rôle, elle reçoit le trophée de la meilleure actrice lors de la 9e cérémonie des Magritte en février 2019.
Elle apparaît comme personnage principal puis secondaire dans les deux derniers épisodes de la série L'Effondrement diffusée en 2019 sur Canal+.

## Filmographie

### Cinéma
- 1998 : Pure Fiction de Marian Handwerker : la petite métisse
- 1998 : J'adore le cinéma (court métrage)  de Vincent Lannoo : Saïda
- 1999 : Les Siestes grenadine de Mahmoud Ben Mahmoud : Mabrouka
- 2001 : Loin d'André Téchiné : Sarah
- 2002 : Aram de Robert Kechichian : Méliné
- 2002 : Sens dessus dessous de Vincent Buffé
- 2003 : Un monde presque paisible de Michel Deville : Jacqueline
- 2004 : 25 degrés en hiver de Stéphane Vuillet : Loubna
- 2004 : Exils de Tony Gatlif : Naïma
- 2004 : Les Temps qui changent d'André Téchiné : Nadia
- 2004 : Viva Laldjérie de Nadir Moknèche : Goucem
- 2005 : Paradise Now d'Hany Abu-Assad : Suha
- 2006 : Callisto (court métrage) de Boris Vassallo : La femme
- 2006 : Écho (court métrage)  de Yann Gozlan : Carole
- 2007 : 24 mesures de Jalil Lespert : Helly
- 2007 : Strangers d'Erez Tadmor et Guy Nattiv : Rana Sweid
- 2008 : Gamines d'Éléonore Faucher : Angela Di Biaggio
- 2008 : Une chaîne pour deux de Frédéric Ledoux : Corinne
- 2008 : Mensonges d'État (Body of Lies) de Ridley Scott : sœur d'Aisha
- 2010 : Comme les cinq doigts de la main d'Alexandre Arcady : Amel Zeroual
- 2010 : I Am Slave de Gabriel Range : Halima
- 2010 : Incendies de Denis Villeneuve : Nawal Marwan
- 2011 : Here de Braden King : Gadarine Nazarian
- 2011 : In the Last Moment (court métrage) d'Oystein Stene : La serveuse
- 2011 : Les Hommes libres de Ismaël Ferroukhi : Warba Shlimane
- 2011 : Des vents contraires de Jalil Lespert : mère de Yamine
- 2012 : Ennemis jurés (Coriolanus) de Ralph Fiennes : Tamora
- 2012 : Moi tout seul (court métrage) de Sylvie Ballyot : la mère
- 2012 : Goodbye Morocco de Nadir Moknèche : Dounia
- 2013 : La Marche de Nabil Ben Yadir : Keira
- 2013 : Rock the Casbah de Laila Marrakchi : Kenza
- 2013 : Le donne della Vucciria (court métrage) d'Hiam Abbass : la femme
- 2014 : Reprieve (court métrage)  de Lorian James Delman : Grace
- 2014 : Disney Ramallah (court métrage) de Tamara Erde : Samira
- 2015 : Alaska de Claudio Cupellini : Fanny
- 2016 : Ma révolution de Ramzi Ben Sliman : Samia
- 2016 : Ustica: The Missing Paper de Renzo Martinelli : Valja
- 2016 : Betelgeuse (court métrage) de Bruno Tracq : Sarah
- 2016 : Light Thereafter de Konstantin Bojanov : Soumaya
- 2017 : Lola Pater de Nadir Moknèche : Malika, la mère de Zino
- 2017 : La Particule humaine de Semih Kaplanoglu : Béatrice
- 2017 : Prendre le large de Gaël Morel : Nadia
- 2017 : Tueurs de François Troukens et Jean-François Hensgens : Lucie Tesla
- 2018 : Marie Madeleine (Mary Magdalene) de Garth Davis : Suzanne
- 2018 : Bluebird (A Bluebird in My Heart) de Jérémie Guez : Nadia
- 2018 : Sofia de Meryem Benm'Barek : Leila
- 2018 : Tel Aviv on Fire de Sameh Zoabi : Tala
- 2018 : Lockdown (court métrage) de Koen Van Sande : Farah
- 2019 : Hellhole de Bas Devos : Samira
- 2019 : Adam de Maryam Touzani : Abla
- 2021 : Suicide Club (court métrage) d'Antoine Delelis : Anita
- 2022 : El Houb de Shariff Nasr : Fatima Zahwani
- 2022 : Rebel d'Adil El Arbi et Bilall Fallah : Leila Wasaki
- 2022 : La vie me va bien d'Al Hadi Ulad-Mohand : Rita
- 2022 : Simone, le voyage du siècle d'Olivier Dahan : Hafsia Hamdad
- 2022 : Le Bleu du caftan de Maryam Touzani : Mina
- 2022 : Pour la France de Rachid Hami : Nadia
- 2023 : L'air de la mer rend libre de Nadir Moknèche : Rabia
- 2023 : Amal : Un esprit libre de Jawad Rhalib : Amal
- 2024 : Une vie rêvée de Morgan Simon : Norah
- 2024 : Rabia de Mareike Engelhardt : Madame
- 2024 : Le Dossier Maldoror de Fabrice Du Welz : Madame Santos

### Télévision
- 2002 : La Source des Sarrazins (téléfilm) de Denis Malleval : Nadia
- 2003 : Une minute de soleil en moins (téléfilm) de Nabil Ayouch : Touria
- 2009 : Suite noire (série télévisée) : On achève bien les disc-jockeys d'Orso Miret : Crista
- 2009 : Occupation (mini-série) de Nick Murphy : Aliya Nabil
- 2011 : Le Repaire de la vouivre (série télévisée) d'Edwin Baily : Élodie Casta
- 2011 : Tout le monde descend ! (téléfilm) de Renaud Bertrand : Leila
- 2014 : The Honourable Woman (série télévisée) de Hugo Blick : Atika Halibi
- 2015 : Trepalium (série télévisée) de Vincent Lannoo : Lisbeth
- 2016 : Accusé (série télévisée, épisode L'Histoire d'Arnaud) de Julien Despaux : Samia
- 2017 : Glacé (série télévisée) de Laurent Herbiet : Elisabeth Ferney
- 2017 : On l'appelait Ruby (téléfilm) de Laurent Tuel : Alice Tanner
- 2017 : Quartier des Banques (série télévisée) de Fulvio Bernasconi : Luna
- 2018 : Nox (série télévisée) de Mabrouk el Mechri : Hadji
- 2018 : Les Rivières pourpres (série télévisée) d'Ivan Fegiveres : Sabrina Harel
- 2018 : The Little Drummer Girl (série télévisée) de Park Chan-wook : Fatmeh Al-Khadar
- 2018 : La Trêve (série télévisée, saison 2) de Matthieu Donck et Valeria Zunzun : Myriam
- 2019 : L'Effondrement (série télévisée) : Sofia Desmarest
- 2020 : Le Voyageur (série télévisée, épisode Le Voleur de nuits) de Stéphanie Murat : Claire Elgouarch
- 2020 : Cheyenne et Lola (série télévisée) de Virginie Brac : Maître Rachida
- 2021 : Braqueurs (série télévisée) de Julien Leclercq : Anissa
- 2022 : Champion (téléfilm) de Mona Achache : Gloria
- 2023 : Alphonse (série télévisée) de Nicolas Bedos : Natacha Gemier
- 2024 : Des blessures invisibles (téléfilm) de Sarah Marx : Larivière[4]
- 2024 : L'École des espions d'Elsa Bennett : Anne-Sophie de Noblecourt

## Théâtre
- 1999 : Dona Rosita de Federico García Lorca
- 2000 : L'Horloge et le Désert de Ghassan Kanafani
- 2002 : Une nuit arabe de Roland Schimmelpfennig, mise en scène Frédéric Bélier-Garcia, théâtre du Rond-Point
- 2003 : Le Tampon vert d'Aziz Chouaki
- 2006 : L'Île des esclaves de Marivaux
- 2019 : Fauves de et mis en scène par Wajdi Mouawad au théâtre de la Colline

## Distinctions

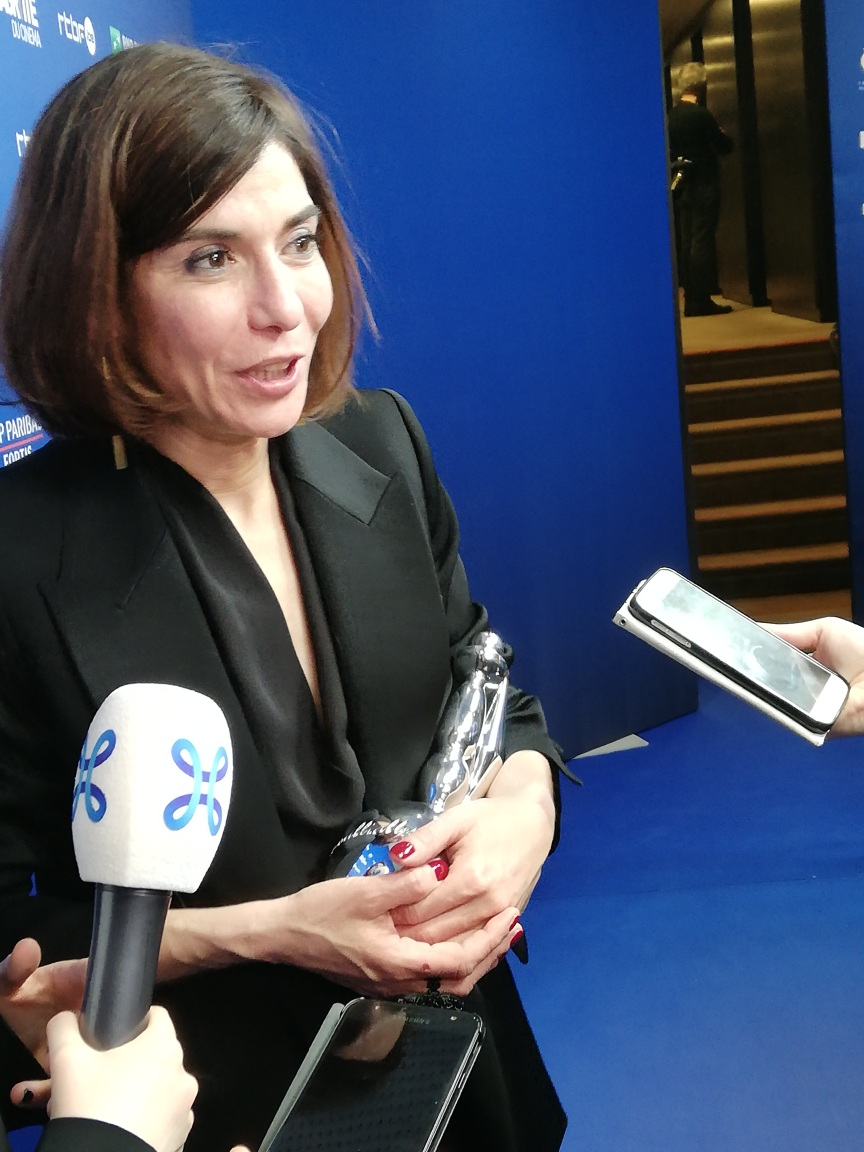
Magritte de la meilleure actrice pour Tueurs.

- Berlinale 2004 : Prix Shooting Star
- Festival d'Amiens 2007 : Prix d'interprétation féminine pour 24 mesures
- Festival de Jérusalem 2007 : Prix de la révélation pour Strangers
- Festival de Varsovie 2010 : Mention spéciale pour son interprétation dans Incendies
- Jutras 2011 : Prix Jutra de la meilleure actrice pour Indendies
- Genies 2011 : Génie de la meilleure actrice pour Incendies
- Magritte 2012 : Meilleure actrice pour Incendies[2]
- Magritte 2015 : Meilleure actrice dans un second rôle pour La Marche
- Magritte 2019 : Meilleure actrice pour Tueurs [3]
- Festival de Valladolid 2022 : Prix d'interprétation féminine pour Le Bleu du caftan
- Festival de Rabat 2022 : Mention spéciale pour El Houb
- Magritte 2024 : Meilleure actrice pour Le Bleu du Caftan
- Magritte 2025 : Meilleure actrice pour Amal[5]